# W. C. Fields
William Claude Dukenfield (29 ianuarie 1880 – 25 decembrie 1946), mai bine cunoscut ca W. C. Fields, a fost un actor american, comic, jongler și scriitor.

## Filmografie
Informațiile despre filmografia lui Fields se bazează pe cartea W. C. Fields: A Life on Film de Ronald J. Fields.  Toate filmele sunt de lung metraj cu excepția celor care sunt marcate ca fiind de scurt metraj.
| Premiera           | Titlu                             | Rol                                  | Regizor              | Note                                                                                       |
| ------------------ | --------------------------------- | ------------------------------------ | -------------------- | ------------------------------------------------------------------------------------------ |
| 1915               | (film nedenumit)                  | Rolul său                            | Ed Wynn              | Film scurt prezentat ca parte a Ziegfeld Follies of 1915; film pierdut                     |
| 19 septembrie 1915 | Pool Sharks                       | Rechinul de piscină                  | Edwin Middleton      | O rolă; poveste de W.C. Fields; existent                                                   |
| 3 octombrie 1915   | His Lordship's Dilemma            | Remittance man                       | William Haddock      | O rolă; existent? (găsită cu titluri în franceză în 2006)                                  |
| 27 octombrie 1924  | Janice Meredith                   | Un sergent britanic                  | E. Mason Hopper      | existent                                                                                   |
| 2 august 1925      | Sally of the Sawdust              | Professor Eustace P. McGargle        | D. W. Griffith       | existent                                                                                   |
| 7 octombrie 1925   | That Royle Girl                   | Tatăl lui Royle Daisy                | D. W. Griffith       | film pierdut                                                                               |
| 24 mai 1926        | It's the Old Army Game            | Elmer Prettywillie                   | A. Edward Sutherland | Poveste de J.P. McEvoy și W.C. Fields; existent                                            |
| 26 octombrie 1926  | So's Your Old Man                 | Samuel Bisbee                        | Gregory La Cava      | existent                                                                                   |
| 31 ianuarie 1927   | The Potters                       | Pa Potter                            | Fred C. Newmeyer     | film pierdut                                                                               |
| 20 august 1927     | Running Wild                      | Elmer Finch                          | Gregory La Cava      | existent                                                                                   |
| 17 octombrie 1927  | Two Flaming Youths                | J. G. "Gabby" Gilfoil                | John S. Waters       | film pierdut                                                                               |
| 3 martie 1928      | Tillie's Punctured Romance        | The Ringmaster                       | A. Edward Sutherland | existent?                                                                                  |
| 7 mai 1928         | Fools for Luck                    | Richard Whitehead                    | Charles F. Reisner   | existent?                                                                                  |
| 22 august 1930     | The Golf Specialist               | J. Effingham Bellwether              | Monte Brice          | Două role; Poveste de W.C. Fields (nemenționat)                                            |
| 26 octombrie 1931  | Her Majesty, Love                 | Bela Toerrek                         | William Dieterle     |                                                                                            |
| 8 iulie 1932       | Million Dollar Legs               | President of Klopstokia              | Edward Cline         |                                                                                            |
| 2 octombrie 1932   | If I Had a Million                | Rollo La Rue                         | Norman Taurog        |                                                                                            |
| 9 octombrie 1932   | The Dentist                       | Rolul său                            | Leslie Pearce        | Două role; Poveste de W.C. Fields (nemenționat)                                            |
| 3 martie 1933      | The Fatal Glass of Beer           | Mr. Snavely                          | Clyde Bruckman       | Două role; Poveste de W.C. Fields (nemenționat)                                            |
| 21 aprilie 1933    | The Pharmacist                    | Mr. Dilweg                           | Arthur Ripley        | Două role; Poveste de W.C. Fields (nemenționat)                                            |
| 2 iunie 1933       | International House               | Profesor Quail                       | A. Edward Sutherland |                                                                                            |
| 24 iunie 1933      | Hip Action                        | Rolul său                            | George Marshall      | O rolă                                                                                     |
| 28 iulie 1933      | The Barber Shop                   | Cornielius O'Hare                    | Arthur Ripley        | Două role; Poveste de W.C. Fields (nemenționat)                                            |
| 8 septembrie 1933  | Hollywood on Parade No. B-2       | Rolul său                            | Louis Lewyn          | O rolă                                                                                     |
| 13 octombrie 1933  | Tillie and Gus                    | Augustus Q. Winterbottom             | Francis Martin       | Fields a contribut ca scriitor (nemenționat)                                               |
| 22 octombrie 1933  | Alice in Wonderland               | Humpty Dumpty                        | Norman McLeod        |                                                                                            |
| 9 februarie 1934   | Six of a Kind                     | Șerif "Honest John" Hoxley           | Leo McCarey          |                                                                                            |
| 6 aprilie 1934     | You're Telling Me!                | Sam Bisbee                           | Erle C. Kenton       | Fields a contribut ca scriitor (nemenționat)                                               |
| 27 aprilie 1934    | Hollywood on Parade No. B-10      | Rolul său                            | Louis Lewyn          | O rolă                                                                                     |
| 13 iulie 1934      | The Old Fashioned Way             | The Great (Marc Antony) McGonigle    | William Beaudine     | Poveste de "Charles Bogle" (W.C. Fields)                                                   |
| 19 octombrie 1934  | Mrs. Wiggs of the Cabbage Patch   | Mr. C. Ellsworth Stubbins            | Norman Taurog        |                                                                                            |
| 30 noiembrie 1934  | It's a Gift                       | Harold Bissonette                    | Norman McLeod        | Poveste originală de "Charles Bogle" (W.C. Fields)                                         |
| 22 martie 1935     | Mississippi                       | Commodore Orlando Jackson            | A. Edward Sutherland |                                                                                            |
| 26 iulie 1935      | Man on the Flying Trapeze         | Ambrose Wolfinger                    | Clyde Bruckman       | Poveste de "Charles Bogle" (W.C. Fields)                                                   |
| 13 octombrie 1935  | David Copperfield                 | Wilkins Micawber                     | George Cukor         |                                                                                            |
| 19 iunie 1936      | Poppy                             | Professor Eustace P. McGargle        | A. Edward Sutherland |                                                                                            |
| 18 februarie 1938  | The Big Broadcast of 1938         | T. Frothingill Bellows S. B. Bellows | Mitchell Leisen      |                                                                                            |
| 17 februarie 1939  | You Can't Cheat an Honest Man     | Larson E. Whipsnade                  | George Marshall      | Poveste de "Charles Bogle" (W.C. Fields)                                                   |
| 9 februarie 1940   | My Little Chickadee               | Cuthbert J. Twillie                  | Edward Cline         | Scena de la bar scrisă de W.C. Fields                                                      |
| 29 noiembrie 1940  | The Bank Dick                     | Egbert Sousè                         | Edward Cline         | Poveste de "Mahatma Kane Jeeves" (W.C. Fields)                                             |
| 10 octombrie 1941  | Never Give a Sucker an Even Break | The Great Man                        | Edward Cline         | Poveste originală de "Otis Criblecoblis" (W.C. Fields)                                     |
| nelansat           | The Laziest Golfer                | Rolul său                            | (necunoscut)         | Imagini filmate, dar nemontate                                                             |
| 30 octombrie 1942  | Tales of Manhattan                | Professor Postlewhistle              | Julien Duvivier      | Secvența cu Fields a fost tăiată din montajul original, restaurată pentru home video (VHS) |
| 5 mai 1944         | Follow the Boys                   | Rolul său                            | A. Edward Sutherland | Fields a reînviat vechiul lui truc cu masa de biliard                                      |
| 21 iunie 1944      | Song of the Open Road             | Rolul său                            | S. Sylvan Simon      | Fields a jonglat pentru câteva momente                                                     |
| 30 iunie 1944      | Sensations of 1945                | Rolul său                            | Andrew L. Stone      | Fields a reînviat o parte din vechea sa schiță "Caledonian Express"                        |